# Бейв'ю (округ Контра-Коста, Каліфорнія)
Бейв'ю (англ. Bayview) — переписна місцевість (CDP) в США, в окрузі Контра-Коста штату Каліфорнія. Населення — 1782 особи (2020).

## Географія
Бейв'ю розташований за координатами 38°0′22″ пн. ш. 122°19′13″ зх. д. / 38.00611° пн. ш. 122.32028° зх. д. (38.006234, -122.320165).  За даними Бюро перепису населення США в 2010 році переписна місцевість мала площу 1,00 км², з яких 0,79 км² — суходіл та 0,21 км² — водойми.

## Демографія
Згідно з переписом 2010 року, у селищі мешкали 1754 особи в 575 домогосподарствах у складі 454 родин. Густота населення становила 1757 осіб/км².  Було 591 помешкання (592/км²).
Расовий склад населення:
| - 49,7 % — білих - 21,0 % — азіатів - 10,6 % — чорних або афроамериканців - 1,0 % — корінних американців - 0,5 % — вихідців з тихоокеанських островів - 10,2 % — осіб інших рас |

До двох чи більше рас належало 7,0 %. Частка іспаномовних становила 29,7 % від усіх жителів.
За віковим діапазоном населення розподілялося таким чином: 23,5 % — особи молодші 18 років, 60,0 % — особи у віці 18—64 років, 16,5 % — особи у віці 65 років та старші. Медіана віку мешканця становила 41,0 року. На 100 осіб жіночої статі у селищі припадало 92,1 чоловіків;  на 100 жінок у віці від 18 років та старших — 93,2 чоловіків також старших 18 років.
Середній дохід на одне домашнє господарство  становив 95 164 долари США (медіана — 74 934), а середній дохід на одну сім'ю — 94 935 доларів (медіана — 78 424). Медіана доходів становила 55 250 доларів для чоловіків та 42 273 долари для жінок. За межею бідності перебувало 4,2 % осіб, у тому числі 6,0 % дітей у віці до 18 років та 0,0 % осіб у віці 65 років та старших.
Цивільне працевлаштоване населення становило 697 осіб. Основні галузі зайнятості: науковці, спеціалісти, менеджери — 19,2 %, освіта, охорона здоров'я та соціальна допомога — 14,8 %, транспорт — 14,5 %.